# Charles Edison
Charles Edison, född 3 augusti 1890 i West Orange, New Jersey, död 31 juli 1969, var en amerikansk affärsman som under en tid var USA:s marinminister. Han var son till Thomas Edison och Mina Miller. Han har även tjänat som guvernör i New Jersey.